# 校章

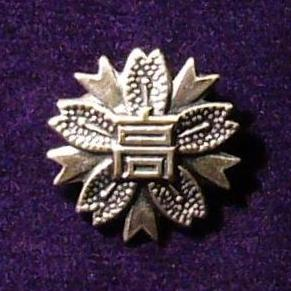
校章の例（神奈川県立横浜翠嵐高等学校の校章バッジ）。朝日を背景にした桜の花の意匠。中央には「高等学校」であることを示す「高」の文字が配されている。

校章（こうしょう）とは、その学校を象徴するためにデザインされた紋章のこと。その学校への所属を表したり他校との識別のための意匠として、正門や正面玄関に取り付けられるほか、校旗、帽章、徽章、生徒手帳、学生証、学校発行の賞状、卒業証書その他に用いられる。

## 概要
学校の施設・所有物（校舎や校旗など）や学生の持ち物（制服、制帽、学生証など）に付けて使用されることが多い。学生や教職員などの関係者が身に付けて用いる場合は、バッジの形をとるのが一般的である。
校章の著作権は原則として学校が保有する（公立学校の場合は設置者である自治体の教育委員会となる）。ゆえに部外者が、校章のデザインを何らかの形で使用する際には学校の許可を必要とする。なお、商標登録までされている例は少ない。

## 日本の校章

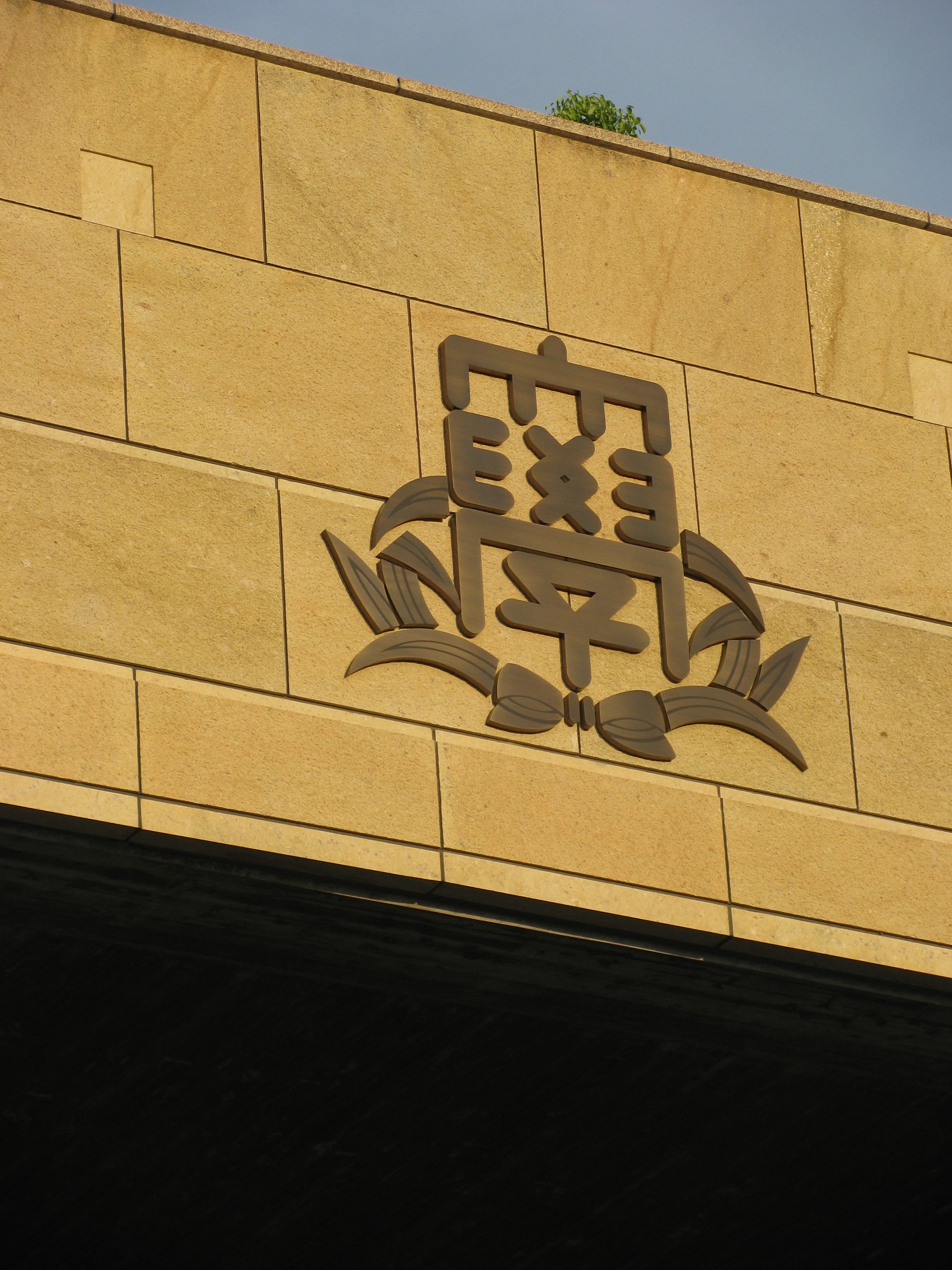
大学の校章（関西大学）

日本の学校で使用される校章には、大抵は学校の由緒沿革や校訓校是、周囲の環境や気候風土を織り込んだ意匠が用いられる。つまり、学校がシンボルとして定めた動植物やモノ、校名の文字を図案化したものが多い（珍しいところでは図形が入っている。たとえば電気通信大学のリサジュー図形）。学校の種別を表す「高」や「中」の字自体を装飾的にデザインした例もある。私立学校では、創立者など学校に関係の深い人物の家紋を用いることがある。幼稚園から大学に至るまで、ほぼ全ての学校に校章が制定されているが、津田塾大学のように、あえて校章を定めないこともある。近年は欧米の校章から影響を受けたものも見られる。

## 欧米の校章
アメリカやヨーロッパの校章は、歴史ある学校であれば、その大学、学校の設置に当たってスポンサーやパトロンとなった王侯大公などの紋章の一部や、学校の性格、教育目標などを示すシンボルや言葉がラテン語で添えられていたりと、複雑なデザインに様々な意味を持たせることが多い。

## その他

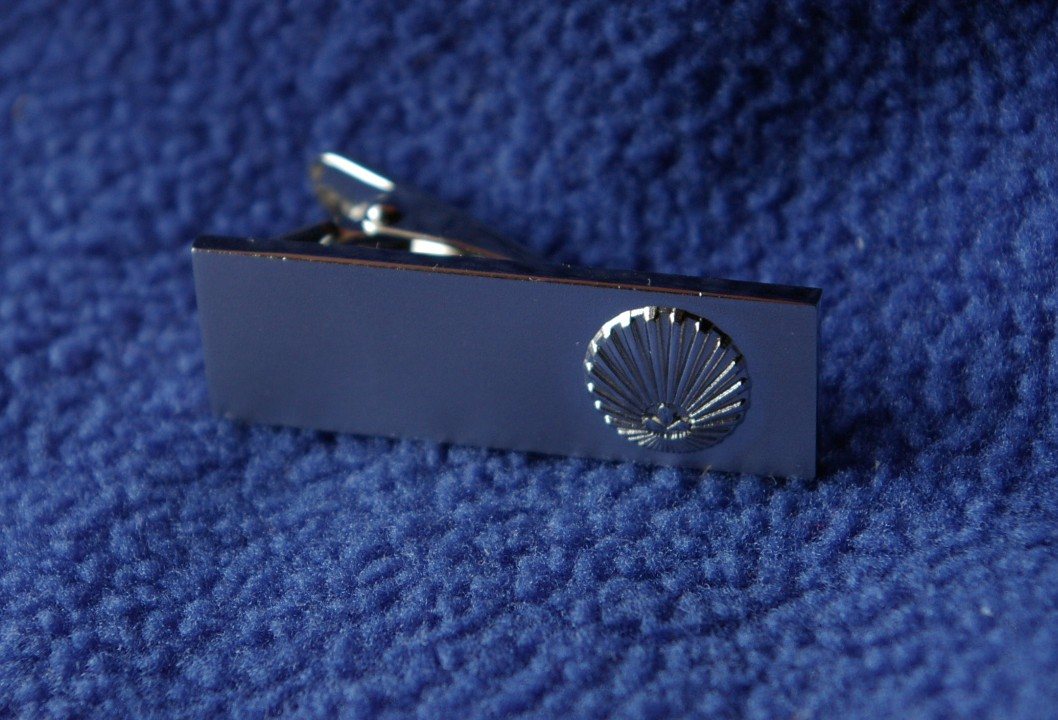
校章をあしらったネクタイピン（九州大学）

近年、大学によっては校章の他にロゴマーク、シンボルマーク、キャラクター（青山学院大学、同志社女子大学、早稲田大学、中央学院大学など）を定めているところもある。特に、国立大学では、2004年4月の国立大学法人化に伴い、学校のイメージを統一してアイデンティティーの形成を図るため、正式な校章やシンボルマークを定める動きが目立つ。